# Zastava Tonge
Zastava Tonge je usvojena 4. studenog, 1875.
Zastava je u originalu bila potpuno ista kao zastava Crvenog križa, ali je kasnije, da bi se izbjegle zabune izmijenjena, tako da se sad crveni križ nalazi u gornjem lijevom krugu, po čemu sliči zastavi koja se koristila u 17. stoljeću. 
- Pomorska zastava
- Kraljevska zastava